# ユゴス
ユゴス（Yuggoth）は、クトゥルフ神話に登場する架空の天体。海王星の先に在ると言われている未知の惑星で、禁断の書物に記載されている名前である。
冥王星という説や全く別の惑星とされる意見がある。位置に関しては、太陽系の惑星軌道面に対し垂直の軌道を描いて周回する巨大な太陽系外縁天体と記述されていることもある。この惑星は、外宇宙から飛来した菌類（ミ＝ゴ）の基地としての役割を担っている。

## 誕生と位置づけ
パーシヴァル・ローウェルは、1895年の著書『火星』において「海王星の外側に惑星Xが存在する可能性」を挙げた。アリゾナのローウェル天文台は、1930年の1月ごろにそれらしい天体を発見し、3月13日に9番目の惑星を発見したと正式に認める。ラブクラフトは、幼少から天文学に非常に興味があり天体望遠鏡を眺め、友人らを自宅に呼ぶと彼らにも薦めていた。また天文学に関する記事や詩を新聞や雑誌に投稿していた。そんな彼が小説『闇に囁くもの』において9番目の惑星を登場させている。ローウェル天文台が9番目の惑星を発見したのは1930年1月であるが、ラブクラフトは同年2月頃から執筆を始め、9月に完成した。
友人モートン（James F. Morton）にラブクラフトは、1930年3月15日の手紙で「Whatcha thinka the NEW PLANET? HOT STUFF!!! It is probably Yuggoth.（本当に新惑星と思う？すごい！それがたぶんユゴスだ）」と書いている。
しかし、その後のクトゥルフ神話の作家たちは、冥王星が発見当時よりセンセーショナルな印象を失ってたことと、手紙でも両者が同一であると断言されていない点（先述の太字：probably/たぶん）から、ユゴスが冥王星と別の惑星である可能性を考えた。実際に2006年に冥王星が惑星基準から外れて太陽系第9惑星ではなくなったことで、この設定は、確立した。天文学者カルボナニ（Albino Carbognani）は、「惑星ユゴスが名付けられる可能性ができた」とコメントしている。

## 作中での描写
Yuggoth... is a strange dark orb at the very rim of our solar system... There are mighty cities on Yuggoth—great tiers of terraced towers built of black stone... The sun shines there no brighter than a star, but the beings need no light. They have other subtler senses, and put no windows in their great houses and temples... The black rivers of pitch that flow under those mysterious cyclopean bridges—things built by some elder race extinct and forgotten before the beings came to Yuggoth from the ultimate voids—ought to be enough to make any man a Dante or Edgar Allan Poe if he can keep sane long enough to tell what he has seen... 

—H. P. Lovecraft, "The Whisperer in Darkness"

ラブクラフトの『闇に囁くもの』の描写、ユゴスを旅した人間によれば、ユゴスの暖かい海の中には、黒い石で作られた窓のない塔が立ち並ぶ都市や、不思議な鉱物の大鉱床があり、そして幾つもの巨大な橋が架かる黒い川が流れていると言う。ラムジー・キャンベルの『暗黒星の陥穽』では、ブリチェスター近郊の岩山「悪魔の階段（きざはし）」にワープ装置が設置されており、ミ＝ゴがユゴスと地球と行き来している。ユゴスでは地球にはない金属が産出され（ラグ金属、トゥク＝ル金属）、トゥク＝ル金属は脳髄シリンダーの素材に用いられる。
ミ＝ゴ以外の種族もユゴスには住んでいる。まずラブクラフトの『永劫より』では、ユゴス星人への言及があるが、彼らとミ＝ゴが同一であるかは不明である。ユゴス星人は、ユゴスから古代ムー大陸に邪神ガタノトーアを連れてきた。
ユゴスで輝くトラペゾヘドロンが造られ、「古きもの」と呼ばれる何者かが地球へともたらした。
邪神グラーキはユゴスを経由して地球に来た。邪神ラーン＝テゴスはユゴスから地球に到来した。サクサクルースは一族を連れてユゴスに到来し、そこからツァトゥグァらは分派した。
ルポフ（Richard A. Lupoff）の『2337年3月15日の発見』（未訳）では、ユゴスの大きさなどに言及した。ルポフのユゴスは、木星の2倍、地球の600倍の巨大な天体であり、無数の衛星を持ち、毎時80,000kmで自転するため極地に対して楕円形に変形している。また表面は、鼓動する邪悪な心臓のように収縮と膨張を繰り返す鈍い深紅に輝く溶岩の地殻に覆われている。都市は、この天井から釣り下がるようにして建設されている。

### ルポフのユゴスの月
- Nithon - ミ＝ゴにより光を遮る雲に覆われた天体。
- Zaman - ユゴスの月。
- Thog - Thokと双子の衛星。ピッチのような黒い海に覆われた天体。
- Thok - Thogと双子の衛星。ショゴスが住んでいる。

## 作品

### 題材とした作品
- ラヴクラフト：闇に囁くもの（1931）、ユゴスよりのもの（Fungi From Yuggoth)（1929-30・詩）
- ラムジー・キャンベル：暗黒星の陥穽（1964）
- マイケル・ファンティナ：Nithon（1974、詩・未訳）
- リチャード・A・ルポフ：2337年3月15日の発見（The Discovery of the Ghooric Zone?March 15, 2337）（1977、未訳）
- 朝松健：弧の増殖（2011）

### 言及がある作品
- ハワード・フィリップス・ラヴクラフト：永劫より（1935）、闇をさまようもの（1936）
- クラーク・アシュトン・スミス：神々の家系図（The Family Tree of the Gods、1944）
- ブライアン・ラムレイ：狂気の地底回廊（1968）、ダイラス＝リーンの災厄（1969）
- ダニエル・ハームズ：エンサイクロペディア・クトゥルフ（第2版邦訳版）